# Euphorbia chamaesycoides
Euphorbia chamaesycoides là một loài thực vật có hoa trong họ Đại kích. Loài này được B.Nord. mô tả khoa học đầu tiên năm 1974.